# Sauthoff-Formel
Die Sauthoff-Formel bzw. Sauthoff'sche Widerstandsformel wurde von Friedrich Sauthoff 1932 auf der Basis umfangreicher Versuchsdaten zur Beschreibung des Fahrwiderstandes von Eisenbahnwagen, der insbesondere den Roll- und Luftwiderstand beinhaltet, im Rahmen seiner Dr.-Ing.-Dissertation abgeleitet. Sie wurde bis in die 1980er Jahre zur Berechnung von Fahr- und Bewegungswiderständen und von Fahrzeiten von Eisenbahnwagen und -zügen benutzt.
Eine vereinfachte Widerstandsformel (ohne Kurven- und Steigungswiderstand) von Sauthoff wird für die Überschlagsrechnung verwendet:  
{\displaystyle w=c_{1}\cdot G+c_{3}\cdot A\cdot v^{2}}
w:  Widerstand in N/kN entspricht ca.: N/100 kg
G: Gewicht in N
G = m·9,81 (mit Ortsfaktor Erde)
m: Fahrzeugmasse in kg
c1: Rollwiderstandskonstante
c3: Luftwiderstandskonstante (bezogen auf Einheit von v)
v: Geschwindigkeit in km/h
A: Luftwiderstandsfläche in m²
Straßenbahn
c1: 5 Rillengleis
c3: 0,04
A: 7,8
Bus
c1: 15 Beton, 20 Pflaster, 30 Teer
c3: 0,04
A: 7,5
U-Bahn/Metro
c1: 2,5  Tatzlagerantrieb
c3: 0,04-0,2 ohne-mit Tunnel
A: 11
Bis 40 km/h mit Zuschlag für Krümmungen kann vereinfacht gerechnet werden:
w = 6·G Vignolgleis
w = 8·G Rillengleis
Bis in die heutige Zeit von Bedeutung ist die Formel nach Sauthoff für Wagenzüge (ohne Lokomotive):
{\displaystyle w=(1{,}9+c_{b}\cdot v)+0{,}048\cdot {\frac {n+2{,}7}{m}}\cdot f\cdot v_{R}^{2}}    in {\displaystyle {\frac {\mathrm {N} }{\mathrm {kN} }}}
n: Anzahl der Wagen
{\displaystyle c_{b}}: Laufwiderstandsbeiwert z. B. 0,007, 0,004, 0,0024 für 2, 3, 4 achsige Wagen
f: Äquivalentsquerschnittsfläche aus Windkanalversuchen, z. B. f = 1,45 m²
m: Masse der Wagen hinter der Lok
{\displaystyle v_{R}}: Relativgeschwindigkeit {\displaystyle v_{R}=v+15\,\mathrm {km/h} }
Die genaueren Formeln von Sauthoff sind sehr detailliert. Für verschiedene Wagen hat er Tabellen erarbeitet. Aus diesen sind die Werte für die entsprechenden Wagentypen zu entnehmen und in die Formeln einzusetzen. Für die Lokomotiven wurde häufiger der Fahrzeugwiderstand nach Strahl verwendet. 
Weitere gebräuchliche Formeln für die Berechnung von Fahrwiderstandskräften von Schienenfahrzeugen sind oder waren die Erfurter Formel, Formel von Clark und Formel von Strahl (Formel von Röckl). 
Heutzutage werden in der Simulation äquivalente Polynomreihen verwendet. Bei der Bestimmung der Koeffizienten finden heutzutage noch die Ergebnisse von Sauthoff Anwendung. 
{\displaystyle w=c_{1}+c_{2}\cdot v+c_{3}\cdot v^{2}+\dots }
Bei Schienenfahrzeugen und Wagen sind folgende Fahrwiderstandskräfte von Bedeutung:
- Rollwiderstand Rad-Schiene im geraden Gleis
- Luftwiderstand (vor allem im Tunnel; Gegen-, Rückenwind)
- Widerstand aufgrund durch die Räder angetriebener Verbraucher, wie Generatoren und Kompressoren
- Losbrechwiderstand (erhöhter Widerstand, der überwunden werden muss, bis der Wagen anfängt zu rollen; Überwindung der Haftreibung in den Lagern)
- Kurvenwiderstand
- Neigungswiderstand in Steigungen (negativ im Gefälle)
- Beschleunigungswiderstand (negativ beim Bremsen)